# 39-я танковая бригада
39-я танковая Чаплинская Краснознаменная орденов Суворова, Кутузова, Богдана Хмельницкого бригада  — танковая бригада Красной армии в годы Великой Отечественной войны.
Сокращённое наименование — 39 тбр.

## Формирование и организация
Бригада начинала формирование в Харьковском ВО, переведена в Московский ВО (Горький). Сформирована Директивой НКО № 723062сс от 7 января 1942 года в Горьковском учебном автобронетанковом центре.
24 января 1942 года убыла в Новороссийск на Кавказский фронт. С 20 января 1942 года бригада вошла в состав 51-й армии Северо-Кавказского фронта.
Переброшена на Керченский полуостров. 39-я танковая бригада прибыла на Крымский фронт в сокращенном составе, не имея в своем составе пехоты, артиллерии и некоторых тыловых структур. Распоряжением Л. З. Мехлиса ей были приданы усиленные стрелковые роты и 3 противотанковые пушки.
В боях с 13 по 19 марта 1942 года 39-я танковая бригада потеряла 23 танка. В ходе немецкого наступления 7—15 мая 1942 года (операция «Охота на дроф») лишилась основной матчасти.
Директивой Зам. НКО УФ2/200 от 24 мая 1942 года на укомплектование бригады был обращен 229-й отд. танковый батальон. 26 мая 1942 года бригада выведена на доукомплектование в резерв Сталинградского фронта. 25 июля 1942 года из резерва фронта бригада включена в состав 52-й армии.
Директивой НКО № 726019сс от 23.06.1942 г. бригада создавалась практически заново.
17 октября 1942 года бригада выведена из боя передислоцировалась в Татищевские ТВЛ, где включена в состав 23-го танкового корпуса. 21 октября 1942 года бригада в составе 23-го тк прибыла на Юго-Западный фронт и вошла в состав 3-й гвардейской армии.
20 февраля 1943 г. бригада в составе 23-го тк выведена в резерв Юго-Западного фронта в район Купянска на доукомплектование. С 23 февраля по 12 марта находилась в составе 5-й ТА.
13 июля 1943 г. бригада в составе 23-го тк выведена из резерва Юго-Западного фронта и оперативно подчинена 1-й гв. армии. 26 июля 1943 г. бригада в составе 23-го тк выведена в резерв фронта.
26 августа 1943 г. бригада в составе 23-го тк оперативно подчинена 3-й гв. армии Юго-Западного фронта.
18 октября 1943 г. бригада в составе 23-го тк переподчинена 4-му Украинскому фронту.
30 октября 1943 г. бригада в составе 23-го тк включена в состав 3-го Украинского фронта.
5 июня 1944 г. бригада в составе 23-го тк Приказом Ставки ВГК переподчинена 2-му Украинскому фронту.
26 января 1945 г. бригада в составе 23-го тк оперативно подчинена 4-й гв. армии 3-го Украинского фронта.
23 марта 1945 г. бригада в составе 23-го тк подчинена 46-й армии 2-го Украинского фронта. 14 апреля 1945 г. бригада в составе 23-го тк выведена в резерв 2-го Украинского фронта.

## Боевой и численный состав
Бригада формировалась по штатам № 010/320-010/321 для кавалерийского корпуса:
- Управление бригады [штат № 010/320]
- 1-й отд. танковый батальон [штат № 010/321]
- 2-й отд. танковый батальон [штат № 010/321]

Директивой НКО № 726019сс от 23.06.1942 г. переведена на штаты № 010/345-010/352 от 15.02.1942 г.:
- Управление бригады [штат № 010/345]
- 1-й отд. танковый батальон [штат № 010/346]
- 2-й отд. танковый батальон [штат № 010/346]
- 3-й отд. танковый батальон [штат № 010/346]
- Мотострелково-пулеметный батальон [штат № 010/347]
- Противотанковая батарея [штат № 010/348]
- Зенитная батарея [штат № 010/349]
- Рота управления [штат № 010/350]
- Рота технического обеспечения [штат № 010/351]
- Медико-санитарный взвод [штат № 010/352]

Директивой НКО № УФ2/883 от 25.10.1942 г. переведена на штаты № 010/270-010/277 от 31.07.1942:
- Управление бригады [штат № 010/270]

- 1-й отд. танковый батальон [штат № 010/271]
- 2-й отд. танковый батальон [штат № 010/272]
- Мотострелково-пулеметный батальон [штат № 010/273]
- Истребительно-противотанковая батарея [штат № 010/274]
- Рота управления [штат № 010/275]
- Рота технического обеспечения [штат № 010/276]
- Медико-санитарный взвод [штат № 010/277]

Директивой ГШ КА № орг/3/2465 от 19.06.1944 г. переведена на штаты № 010/500-010/506:
- Управление бригады [штат № 010/500]
- 1-й отд. танковый батальон [штат № 010/501]
- 2-й отд. танковый батальон [штат № 010/501]
- 3-й отд. танковый батальон [штат № 010/501]
- Моторизованный батальон автоматчиков [штат № 010/502]
- Зенитно-пулеметная рота [штат № 010/503]
- Рота управления [штат № 010/504]
- Рота технического обеспечения [штат № 010/505]
- Медсанвзвод [штат № 010/506]

## Подчинение
Периоды вхождения в состав Действующей армии:
- с 20.01.1942 по 01.06.1942 года.
- с 23.07.1942 по 28.10.1942 года.
- с 31.12.1942 по 09.05.1945 года.

| Дата             | Фронт (округ)                | Армия                 | Корпус               | Дивизия | Бригада | Примечания |
| ---------------- | ---------------------------- | --------------------- | -------------------- | ------- | ------- | ---------- |
| 01.11.1941 года  | Харьковский военный округ    |                       |                      |         |         |            |
| 01.12.1941 года  |                              |                       |                      |         |         |            |
| 01.01.1942 года  | Московский военный округ     |                       |                      |         |         |            |
| 01.02.1942 года  | Крымский фронт               |                       |                      |         |         |            |
| 01.03.1942 года  | Крымский фронт               | 51-я армия            |                      |         |         |            |
| 01.04.1942 года  | Крымский фронт               | 51-я армия            |                      |         |         |            |
| 01.05.1942 года  | Крымский фронт               |                       |                      |         |         |            |
| 01.06.1942 года  | РВГК                         |                       |                      |         |         |            |
| 01.07.1942 года  | Сталинградский военный округ |                       |                      |         |         |            |
| 01.08.1942 года  | Сталинградский фронт         | 1-я танковая армия    | 28-й танковый корпус |         |         |            |
| 01.09.1942 года  | Сталинградский фронт         |                       | 28-й танковый корпус |         |         |            |
| 01.10.1942 года  | Сталинградский фронт         |                       | 2-й танковый корпус  |         |         |            |
| 01.11.1942 года  | Приволжский военный округ    |                       | 23-й танковый корпус |         |         |            |
| 01.12.1942 года  | Приволжский военный округ    |                       | 23-й танковый корпус |         |         |            |
| 01.01.1943 года  | Юго-западный фронт           |                       | 23-й танковый корпус |         |         |            |
| 01.02.1943 года  | Юго-западный фронт           | 3-я гвардейская армия | 23-й танковый корпус |         |         |            |
| 01.03.1943 года  | Юго-западный фронт           |                       | 23-й танковый корпус |         |         |            |
| 01.04.1943 года  | Юго-западный фронт           |                       | 23-й танковый корпус |         |         |            |
| 01.05.1943 года  | Юго-западный фронт           |                       | 23-й танковый корпус |         |         |            |
| 01.06.1943 года  | Юго-западный фронт           |                       | 23-й танковый корпус |         |         |            |
| 01.07.1943 года  | Юго-западный фронт           |                       | 23-й танковый корпус |         |         |            |
| 01.08.1943 года  | Юго-западный фронт           |                       | 23-й танковый корпус |         |         |            |
| 01.09.1943 года  | Юго-западный фронт           |                       | 23-й танковый корпус |         |         |            |
| 01.10.1943 года  | Юго-западный фронт           |                       | 23-й танковый корпус |         |         |            |
| 01.11.1943 года  | 3-й Украинский фронт         |                       | 23-й танковый корпус |         |         |            |
| 01.12.1943 года  | 3-й Украинский фронт         |                       | 23-й танковый корпус |         |         |            |
| 01.01.1944 года  | 3-й Украинский фронт         |                       | 23-й танковый корпус |         |         |            |
| 01.02.1944 года  | 3-й Украинский фронт         |                       | 23-й танковый корпус |         |         |            |
| 01.03.1944 года  | 3-й Украинский фронт         |                       | 23-й танковый корпус |         |         |            |
| 01.04.1944 года  | 3-й Украинский фронт         |                       | 23-й танковый корпус |         |         |            |
| 01.05.1944 года  | 3-й Украинский фронт         |                       | 23-й танковый корпус |         |         |            |
| 01.06.1944 года  | 3-й Украинский фронт         |                       | 23-й танковый корпус |         |         |            |
| 01.07.1944 года  | 2-й Украинский фронт         |                       | 23-й танковый корпус |         |         |            |
| 01.08.1944 года  | 2-й Украинский фронт         |                       | 23-й танковый корпус |         |         |            |
| 01.09.1944 года  | 2-й Украинский фронт         |                       | 23-й танковый корпус |         |         |            |
| 01.10.1944 года  | 2-й Украинский фронт         |                       | 23-й танковый корпус |         |         |            |
| 01.11.1944 года  | 2-й Украинский фронт         |                       | 23-й танковый корпус |         |         |            |
| 01.12.1944 года  | 2-й Украинский фронт         |                       | 23-й танковый корпус |         |         |            |
| 01.01.1945 года. | 2-й Украинский фронт         |                       | 23-й танковый корпус |         |         |            |
| 01.02.1945 года. | 3-й Украинский фронт         |                       | 23-й танковый корпус |         |         |            |
| 01.03.1945 года. | 3-й Украинский фронт         |                       | 23-й танковый корпус |         |         |            |
| 01.04.1945 года. | 2-й Украинский фронт         | 46-я армия            | 23-й танковый корпус |         |         |            |
| 01.05.1945 года. | 2-й Украинский фронт         |                       | 23-й танковый корпус |         |         |            |

## Командиры

### Командиры бригады
- Поцелуев Иван Абрамович, полковник, 09.12.1941 — 12.01.1942 года.
- Вахрушев Александр Андреевич, подполковник, ид,12.01.1942 — 24.02.1942 года.
- Вахрушев Александр Андреевич, подполковник (отстранен и отдан под суд) 24.02.1942 — 21.04.1942 года.
- Таламанов Николай Федорович, подполковник, врид, 21.04.1942 — 12.05.1942 года.
- Шуренков, Пётр Карпович Шуренков Пётр Карпович, подполковник, 09.04.1942 — 00.05.1942 года.
- Румянцев Фёдор Васильевич, подполковник (тяжело ранен и эвакуирован в тыл), 15.06.1942 — 17.08.1942 года.[1]
- Попов Михаил Иванович, подполковник, врио, 17.08.1942 — 00.09.1942 года.[2]
- Румянцев Фёдор Васильевич, подполковник, с 30.11.1942 полковник, 00.09.1942 — 00.06.1943 года.
- Беспалов Степан Иванович, подполковник, ид, 15.06.1943 — 21.08.1943 года.[3]
- Беспалов Степан Иванович, подполковник (убыл на учёбу)21.08.1943 — 15.01.1944 года.
- Лыскин Алексей Михайлович, подполковник, с 21.02.1944 полковник, 23.01.1944 — 30.08.1944 года.[4]
- Ворона (Верона) Кирилл Игнатьевич, подполковник (21.03.1945 тяжело ранен), 30.08.1944 — 21.03.1945 года.[5]
- Обертышев Василий Григорьевич, полковник, 30.04.1945 — 01.08.1945 года.[6]

### Начальники штаба бригады
- Копиенко Владимр Емельянович, подполковник, 21.12.1941 — 15.02.1942 года.
- Попов Михаил Иванович, подполковник, 13.07.1942 — 17.08.1942 года.[2]
- Емельянов Аркадий Артемович, майор, 17.08.1942 — 08.01.1943 года.[7]
- Гальперт Михаил Абрамович, майор, 00.01.1943 — 00.12.1943 года.[8]
- Ворона Кирилл Игнатьевич, подполковник, ид, 00.06.1943 — 00.06.1944 года.
- Тягунов Павел Петрович, подполковник, 00.12.1943 — 00.04.1945 года.[9]
- Волков Алексей Иванович, подполковник, 00.04.1945 — 00.08.1945 года.[10]

### Заместитель командира бригады по строевой части
- Таламанов Николай Федорович, подполковник, 20.02.1942 — 00.05.1942 года.
- Мирвода Семён Никифорович, подполковник, 13.07.1942 — 00.10.1942 года.
- Безнощенко Михаил Захарович, майор, 00.10.1942 — 00.01.1943 года.
- Ворона Кирилл Игнатьевич, подполковник, 00.06.1944 — 30.08.1944 года.
- Шевцов Андрей Семёнович, майор. 00.05.1944 — 00.06.1945 года.

### Начальник политотдела, заместитель командира по политической части
- Щербак Николай Фёдорович, старший батальонный комиссар, 01.12.1941 — 04.04.1942 года.
- Бражников Александр Иосифович, батальонный комиссар, с 08.12.1942 подполковник, 04.04.1942 — 15.09.1942 года.
- Морозов Александр Васильевич, майор, 15.09.1942 — 31.03.1943 года.
- Акимов Иван Васильевич, подполковник, 31.03.1943 — 14.11.1944 года.
- Любомудров Анатолий Николаевич, полковник. 02.12.1944 — 02.04.1945 года.
- Ляхович Моисей Онуфриевич, майор, 17.04.1945 — 11.08.1945 года.

## Боевой путь

### 1942 год
В после завершения Керченско-Феодосийской десантной операции в составе 51-й армии была переброшена на Керченский полуостров. По штатам должна была иметь 356 человек личного состава и 46 танков: Т-34 — 20 шт и Т-60 — 26 шт. 39-я танковая бригада прибыла на Крымский фронт в сокращенном составе, не имея в своем составе пехоты, артиллерии и некоторых тыловых структур. Распоряжением Л. З. Мехлиса ей были приданы усиленные стрелковые роты и 3 противотанковые пушки.
В ходе Боевых действиях на Керченском полуострове 13 марта 1942 года войска Крымского фронта вновь предприняли попытку наступления. В полосе 51-й армии 398-я и 236-я стрелковые дивизии при поддержке 39-й и 56-й танковых бригад перешли в наступление на Киет, Хан-Оба, но после небольших успехов, откатились назад. При этом с 13 по 19 марта 1942 года 39-я танковая бригада потеряла 23 танка. Командир, подполковник Вахрушев А. А., был отстранён и отдан под суд.
Находилась в ближнем тылу за Парчакским перешейком.
В ходе немецкого наступления 7—15 мая 1942 года (операция «Охота на дроф», в советской историографии Керченская оборонительная операция) в условиях вражеского превосходства в воздухе в первые дни контратаковала, лишилась основной матчасти и была эвакуирована на Таманский полуостров, далее отведена на переформирование.

## Отличившиеся воины
| Награда | Фамилия Имя Отчество         | Дата Указа | Должность                             | Звание    | Примечания |
| ------- | ---------------------------- | ---------- | ------------------------------------- | --------- | ---------- |
|         | Яценко, Николай Лаврентьевич | 22.02.1944 | командир взвода 39-й танковой бригады | лейтенант |            |

## Награды и наименования
| Награда (наименование)                | Дата награждения                                                               | За что получена |
| ------------------------------------- | ------------------------------------------------------------------------------ | --- |
| Почётное наименование «Чаплинская»    | присвоено приказом Верховного главнокомандующего № 11 от 10 сентября 1943 года | В ознаменование одержанной победы и отличия в боях за освобождение города Чаплино                                                                                          |
| Орден Красного Знамени                | награждена указом Президиума Верховного Совета СССР от 14 октября 1943 года    | За образцовое выполнение боевых заданий командования на фронте борьбы с немецкими захватчиками и проявленные при этом доблесть и мужество                                  |
| Орден Суворова II степени             | награждена указом Президиума Верховного Совета СССР от 17 мая 1945 года        | За образцовое выполнение заданий командования в боях с немецкими захватчиками при овладении городами Мадьяровар, Кремница и проявленные при этом доблесть и мужество       |
| Орден Кутузова II степени             | награждена указом Президиума Верховного Совета СССР от 5 апреля 1945 года      | За образцовое выполнение заданий командования в боях с немецкими захватчиками при овладении городом Будапешт и проявленные при этом доблесть и мужество                    |
| Орден Богдана Хмельницкого II степени | награждена указом Президиума Верховного Совета СССР от 15 сентября 1944 года   | За образцовое выполнение заданий командования в боях с немецкими захватчиками, за овладение городами Роман, Бакэу, Бырлад, Хушн и проявленные при этом доблесть и мужество |

## Тактический знак
Тактическим знаком 23-го танкового корпуса являлся белый ромб обычно высотой 400 мм с буквами русского алфавита в центре. Буква «В» идентифицировала 3-ю танковую бригаду, буква «Г» — 39-ю, а буква «Д» — 135-ю ТБр. В правом нижнем углу относительно буквы наносилась небольшая арабская цифра, обозначавшая номер батальона. Например «В1» — 1-й батальон 3-й Танковой бригады 23-го танкового корпуса. Кроме тактического обозначения соединения на танк крупными цифрами наносился персональный идентификационный номер.